# Osvaldo José Martins Júnior
Osvaldo José Martins Júnior (São Simão, 7 juli 1982) is een Braziliaans voetballer.

## Carrière
Juninho speelde tussen 2002 en 2011 voor Shimizu S-Pulse, Ventforet Kofu, Sagan Tosu, Marília, Brasilis, Khazar Lenkoran en Bakoe.